# Гуейджоу Маотай
Гуейджоу Маотай (китайски традиционен: 貴州茅台酒股份有限公司, опростен: 贵州茅台酒股份有限公司, пинин: Guìzhōu Máotái Jiǔ Gǔfèn Yǒuxiàn Gōngsī, на английски: Kweichow Moutai Co., Ltd.) е компания, която частично се търгува публично и частично е държавно предприятие в Китай. Произвежда и продава Маотай, алкохолно питие от типа байджиу; другите дейности включват производство и продажба на напитки, храна и пакетирани стоки, развиване на технологии срещу фалшифицирането, както и изследвания и разработка на свързани с дейността информационни технологични продукти.
От 2021 г. това е най-голямата компания за напитки в света и най-високо котиращата се нетехнологична компания в Китай.

## История
Акциите от тип А се търгуват на Шанхайската фондова борса от 2001 г. Това е сред малкото китайски компании, регистрирани на борсата, чиято цена на акция надхвърля 100 юана. Цената достигна 803,5 юана през 2018 г.
Гуейджоу Маотай е дъщерно дружество на групата Гуейджоу Маотай, която от своя страна е собственост на властите на провинция Гуейджоу.
Гуейджоу Маотай е най-големият дестилатор в света и най-високо котиращата се компания за спиртни напитки в света, след като надмина Diageo през април 2017 г.
Гуейджоу Маотай и „Камю“ започват сътрудничество през 2004 г. и „Камю“ става изключителен световен дистрибутор на продуктите Маотай за безмитни магазини.